# Movimiento para la Restauración de los Diez Mandamientos de Dios
El Movimiento para la Restauración de los Diez Mandamientos de Dios fue un movimiento religioso fundado por Credonia Mwerinde, Joseph Kibweteere y Bee Tait en Uganda. Se formó a finales de los años 1980 después de que Mwerinde y Kibweteere afirmaron que habían visto visiones de la  Virgen María. Los cinco líderes principales fueron Joseph Kibweteere, Joseph Kasapurari, John Kamagara, Dominic Kataribabo y Credonia Mwerinde.
A principios de 2000, los seguidores del movimiento religioso murieron en un incendio y en una serie de envenenamientos y asesinatos que inicialmente se consideraron un suicidio en grupo. Más tarde se determinó que se trataba de un asesinato masivo por parte de los líderes del grupo después de que sus predicciones sobre el apocalipsis no se cumplieran. En su cobertura de ese evento, BBC News y The New York Times se refirieron al Movimiento como un culto del fin del mundo.

## Objetivos
Los objetivos del Movimiento para la Restauración de los Diez Mandamientos de Dios eran obedecer los Diez Mandamientos y predicar la palabra de Jesucristo. Enseñaron que para evitar la condenación en el apocalipsis, había que seguir estrictamente los Mandamientos. El énfasis en los Mandamientos era tan fuerte que el grupo desalentó el hablar, por miedo a romper el Octavo Mandamiento, «No darás falso testimonio contra tu prójimo», y en algunos días la comunicación solamente se realizaba en lenguaje de signos. Se ayunaba regularmente, y se comía una vez los viernes y lunes. El sexo estaba prohibido, así como el jabón.
Los líderes del movimiento declararon que el apocalipsis ocurriría el 31 de diciembre de 1999. El grupo puso mucho énfasis en un final de tiempo apocalíptico, destacado por su folleto A Timely Message from Heaven: The End of the Present Time. Se pidió a los nuevos miembros que lo estudiaran y se entrenaran en su texto, leyéndolo hasta seis veces. También enseñaron que la Virgen María tuvo un papel especial al final, y que también se comunicó con su liderazgo. Se consideraban a sí mismos como el Arca de Noé, un barco de la justicia en un mar de depravación.
El Movimiento desarrolló una jerarquía de visionarios, encabezada por Mwerinde. Detrás de ellos había antiguos sacerdotes que servían como teólogos y explicaban sus mensajes. Aunque el grupo se había separado de la Iglesia católica, tenía iconos católicos en un lugar prominente, y había descartado a los sacerdotes y monjas en su liderazgo, los lazos con la Iglesia eran tenues.

## Antecedentes
El pasado reciente de Uganda se ha caracterizado por la agitación política y social. El gobierno de Idi Amin, la pandemia del SIDA y la guerra civil ugandesa causaron estragos en todo el país. La gente se volvió pesimista y fatalista, y la Iglesia católica establecida retrocedía, envuelta en escándalos y los fieles se sentían insatisfechos. En este vacío, muchos grupos post-católicos se formaron a finales de la década de 1980 como una población confusa y traumatizada que se convirtió en mesías carismáticos auto-declarados que renunciaron a la autoridad del gobierno y la Iglesia. Un ejemplo de este fenómeno fue el grupo de resistencia cristiana, el Movimiento del Espíritu Santo, que luchó contra el gobierno de Yoweri Museveni.
Un antiguo miembro de otra secta no relacionada, Paul Ikazire, explicaría su motivación para unirse al Movimiento para la Restauración de los Diez Mandamientos de Dios, «Nos unimos al movimiento como una protesta contra la Iglesia católica. Teníamos buenas intenciones. La iglesia estaba retrocediendo, los sacerdotes estaban cubiertos de escándalos y el azote del SIDA estaba pasando factura a los fieles. El mundo parecía estar a punto de acabarse».

## Historia

### Fundación
Los primeros orígenes del movimiento se remontan al padre de Credonia Mwerinde, Paolo Kashaku. En 1960 afirmó haber tenido una visión de su hija fallecida Evangelista, que le dijo que tendría visiones del cielo. Esta predicción pasó en 1988, cuando vio a Jesucristo, la Virgen María y  San José. Su hija Credonia también tuvo visiones similares y participó en un culto a la Virgen. En 1989 Kashaku le ordenó que difundiera el mensaje por toda Uganda por orden de la Virgen María. En ese año ella se reuniría con Joseph Kibweteere y le contaría sus visiones.
Joseph Kibweteere afirmó haber tenido una visión de la Virgen María en 1984. Credonia Mwerinde también tuvo una visión similar en una caverna cerca de la casa de Kibweteere en Rwashamaire, Uganda. En 1989 ambos se conocieron y formaron el Movimiento para la Restauración de los Diez Mandamientos de Dios, con la misión de difundir el mensaje de la Virgen sobre el apocalipsis. El grupo creció rápidamente y también atrajo a varios sacerdotes y monjas católicos expulsados que trabajaban como teólogos, racionalizando los mensajes de los líderes. Dos de los que llegaron fueron los sacerdotes excomulgados Paul Ikazire y Dominic Kataribabo.

### Años intermedios
La secta creció en importancia con la llegada de Dominic Kataribabo, un respetado y popular sacerdote con un doctorado de una universidad de los Estados Unidos. Con el fin de obtener más fondos para el creciente número de discípulos, Kibweteere vendió sus otras tres propiedades, el coche y las máquinas de moler. A finales de los años 1990, la iglesia se había convertido en una próspera comunidad, asentada en las plantaciones de piña y plátano. Los miembros vivían comunalmente en tierras compradas por la unión de sus activos, que vendieron cuando se unieron al Movimiento. Mwerinde afirmaba recibir mensajes de la Virgen María a través de un sistema telefónico oculto que se comunicaba a través de objetos cotidianos. En el oeste de Uganda construyeron casas para el reclutamiento, el adoctrinamiento y el culto, y una escuela primaria. El año 2000 se fijó como la fecha final y convincente para las predicciones de la secta sobre el apocalipsis.
En 1992, los ancianos de la aldea ordenaron al grupo que saliera de Rwashamaire y se trasladaron al distrito de Kanungu, donde el padre de Mwerinde ofreció una amplia propiedad para su uso. En 1994, Paul Ikazire abandonó la secta y se llevó consigo a unos setenta miembros. En 1997, según un expediente presentado al gobierno, el número de miembros del Movimiento ascendía a casi 5.000 personas. En 1998, la prensa ugandesa informó que el Movimiento había sido cerrado por condiciones insalubres, uso de trabajo infantil, y posiblemente el secuestro de niños, pero el gobierno permitió que la secta se reabriera.
A medida que el nuevo milenio se acercaba, los preparativos para el final se fueron incrementando. En 1999, el periódico estatal New Vision publicó una entrevista con un adolescente. Dijo: «El mundo se acaba el año que viene. No hay tiempo que perder. Algunos de nuestros líderes hablan directamente con Dios. En cualquier momento, cuando llegue el fin, todos los creyentes que estén en un lugar aún no revelado serán salvados».

### El Apocalipsis clama
Con la llegada del nuevo año, la actividad de los miembros del Movimiento se volvió frenética, sus líderes los instaron a confesar sus pecados en preparación para el final. La ropa y el ganado se vendían baratos, los antiguos miembros eran reclutados de nuevo, y todo el trabajo en los campos cesaba. El 1 de enero de 2000, pasó sin el advenimiento del apocalipsis, y el Movimiento comenzó a desbaratarse. Se hicieron preguntas a Mwerinde y Kibweteere, y los pagos a la Iglesia disminuyeron drásticamente. La policía ugandesa cree que algunos miembros, a los que se les había pedido que vendieran sus posesiones y entregaran el dinero al Movimiento, se rebelaron y exigieron la devolución de su dinero. Se cree que los acontecimientos que siguieron fueron orquestados por los líderes de la secta en respuesta a la crisis en las filas.
Se predijo inmediatamente otra fecha. El 17 de marzo de 2000 era el nuevo fin del mundo, un día del juicio final que, según el New York Times, llegaría «con ceremonia y finalidad». El Movimiento organizó una gran fiesta en Kanungu, donde asaron tres toros y se bebieron 70 cajas de refrescos.  Minutos después de que los miembros llegaran a la fiesta, los aldeanos cercanos oyeron una explosión y el edificio quedó destruido por un intenso incendio que mató a los 530 asistentes, entre ellos docenas de niños. Las ventanas y puertas del edificio fueron tapiadas con tablas para evitar que la gente saliera.
El incendio alertó a las autoridades ugandesas sobre lo que había ocurrido en el Movimiento. Varios días antes, el líder del Movimiento, Dominic Kataribabo, fue visto comprando 50 litros de ácido sulfúrico, lo que pudo haber iniciado el fuego. Se había previsto otra fiesta para el día 18, que los funcionarios creen que los líderes de la secta habían anunciado para engañar a las autoridades en cuanto a sus planes. Se supone que los cinco principales líderes de la secta, Joseph Kibweteere, Joseph Kasapurari, John Kamagara, Dominic Kataribabo y Credonia Mwerinde, murieron en el incendio.
Cuatro días después del incendio de la iglesia, la policía investigó las propiedades del Movimiento y descubrió cientos de cadáveres en lugares de todo el sur de Uganda. Se descubrieron seis cadáveres sellados en la letrina del recinto de Kanungu, así como 153 cadáveres en un recinto de Buhunage, 155 cadáveres en la finca de Dominic Kataribabo en Rugazi, donde habían sido envenenados y apuñalados, y otros 81 cadáveres yacían en la granja del líder Joseph Nymurinda. La policía declaró que habían sido asesinados unas tres semanas antes del infierno de la iglesia.

## Resultados
Aparte de las personas que murieron en el incendio, los examinadores médicos determinaron que la mayoría de los miembros de la secta muertos habían sido envenenados. Los primeros informes sugirieron que habían sido estrangulados por la presencia de fibras de plátano retorcidas alrededor de sus cuellos. Después de buscar en todos los sitios, la policía concluyó que las estimaciones anteriores de casi mil muertos habían sido exageradas, a pesar de que el número final de muertos se había establecido en 924.
Después de las entrevistas y la investigación, la policía descartó el suicidio de la secta y lo consideró un asesinato en masa llevado a cabo por la dirección del Movimiento. Creen que el fracaso de la profecía del día del juicio final llevó a una revuelta en las filas de la secta, y los líderes fijaron una nueva fecha con un plan para eliminar a sus seguidores. El descubrimiento de cuerpos en otros sitios, el hecho de que la iglesia había sido tapiada, la presencia de incendiarios y la posible desaparición de los líderes de la secta apuntan a esta teoría. Además, los testigos dijeron que la dirección del Movimiento nunca había hablado de suicidio en masa al preparar a sus miembros para el fin del mundo. Un sobreviviente recordó haberse encontrado con un miembro devoto de la secta con clavos y un martillo en su camino después de haber dejado la secta. Se cree que él es quien cerró las ventanas con clavos para evitar que alguien escapara.
El gobierno ugandés respondió con una condena. El presidente Yoweri Museveni calificó el evento como un «asesinato en masa por estos sacerdotes para obtener ganancias monetarias». La vicepresidenta, Specioza Kazibwe, dijo: «Estos fueron asesinatos en masa cruelmente bien orquestados, perpetrados por una red de diabólicos y malévolos criminales disfrazados de religiosos».
Aunque inicialmente se asumió que los cinco líderes murieron en el incendio, la policía ahora cree que Joseph Kibweteere y Credonia Mwerinde pueden seguir vivos, y ha emitido una orden internacional para su arresto. En 2014, la Policía Nacional de Uganda anunció que había informes de que Kibweteere se escondía en Malawi.